# Dietzenrode-Vatterode
Dietzenrode-Vatterode is een gemeente in de Duitse deelstaat Thüringen, en maakt deel uit van de Landkreis Eichsfeld.
Dietzenrode-Vatterode telt 124 inwoners.